# Кудагинский сельсовет
Кудагинский сельсовет  — административно-территориальная единица и муниципальное образование со статусом сельского поселения в Дахадаевском районе Дагестана Российской Федерации.
Административный центр — село Кудагу.

## Население
| 2002  | 2010  | 2012  | 2013  | 2014  | 2015  | 2016  |
| ----- | ----- | ----- | ----- | ----- | ----- | ----- |
| 1521  | ↘1404 | ↘1400 | ↘1395 | ↘1367 | ↘1362 | ↘1357 |
| 2017  | 2018  | 2019  | 2020  | 2021  | 2023  | 2024  |
| ↗1373 | ↘1364 | ↘1352 | ↗1376 | ↗1619 | ↗1642 | ↗1662 |
| 2025  |       |       |       |       |       |       |
| ↗1676 |       |       |       |       |       |       |

## Состав
| № | Населённый пункт | Тип населённого пункта       | Население |
| - | ---------------- | ---------------------------- | --------- |
| 1 | Ираги            | село                         | ↗993      |
| 2 | Кудагу           | село, административный центр | ↗626      |